# Craig Moore
Pour les articles homonymes, voir Moore.

Craig Andrew Moore, né le 12 décembre 1975 à Canterbury (Australie, Nouvelle-Galles du Sud), est un footballeur australien évoluant au poste de défenseur. International australien.

## Carrière
- 1993-1998 (déc.) :  Glasgow Rangers
- 1998 (déc.) -1999 :  Crystal Palace
- 1999-2005 (jan.) :  Glasgow Rangers
- 2005 (jan.) -2005 :  Borussia Mönchengladbach
- 2005-2007 :  Newcastle United
- 2007-2009 :  Queensland Roar FC
- 2010 :  AO Kavala

## Palmarès
- Champion d'Écosse : 1994, 1995, 1996, 1997, 2000, 2003 et 2005 (Rangers FC).
- Vainqueur de la Coupe d'Écosse : 2000, 2002 et 2003 (Rangers FC).
- Vainqueur de la Coupe de la Ligue écossaise : 2003 (Rangers FC).

## Carrière internationale
- A participé à la Coupe du monde de 2006 (4 matchs, 1 but).
- International australien (52 sél., 3 buts) depuis le 21 juin 1995 : Australie 1 - 0 Ghana. Il arrête sa carrière internationale au terme de la Coupe du monde 2010.

## Faits divers
Craig Moore a été arrêté le 15 septembre 2010 à Dubaï et incarcéré dans l'attente de son jugement, pour conduite en état d'ivresse et agression envers la police. En réalité, il est condamné à 1 000 dirhams pour « consommation d'alcool » après une altercation avec un chauffeur de taxi et une bousculade avec un fonctionnaire de police de Dubaï.